# رموز بليس
رموز بليس (بالإنجليزية: Blissymbols أو Blissymbolics) هي لغة مركبة تم تصورها على أنها نظام كتابة إيديوغرامي يسمى Semantography تتكون من مئات من الرموز الأساسية، كل منها يعبر عن مفهومٍ ما، يمكن جمعها وتكوينها معًا للحصول على رموز جديدة تمثل مفاهيم جديدة. تختلف رموز بليس عن أنظمة الكتابة الرئيسية في العالم من حيث أن حروفها لا تتوافق اطلاقاً مع أصوات أي لغة منطوقة.
تم الكشف عن رموز بليس لأول مرة بواسطة تشارلز بليس في عام 1949 وقد تم استخدامها في تعليم الأشخاص الذين يعانون من صعوبات في التواصل.

## التاريخ
اخترع تشارلز بليس (1897-1985) الرموز التي سميت على اسمه في عام 1949، ولد كارل كاسييل بليتز في مدينة تشيرنوفيتز النمساوية المجرية (حاليًا مدينة تشيرنيفتسي الأوكرانية)، والتي كانت تضم خليطاً من الجنسيات المختلفة القائمة على الكراهية "تكره بعضها البعض بشكل أساسي" لأنهم تحدثوا وفكروا بلغات مختلفة ". تخرج Bliss من جامعة فيينا للتكنولوجيا كمهندس كيميائي، وانضم إلى شركة إلكترونيات كعالم كيميائي للبحوث.
بعد أن انضمت النمسا إلى ألمانيا النازية في عام 1938، أرسِل اليهودي بليس إلى محتشدات الاعتقال في داخاو وبوخنفالد. وقد تمكنت زوجته الألمانية الأصل (كلير) من إطلاق سراحه، وانتهى بهم الحال منفيين في شنغهاي، حيث كان لبليس ابن عم هناك.
ابتكر بليس هذه الرموز عندما كان لاجئًا في غيتو شنغهاي وسيدني، من عام 1942 إلى عام 1949. كان يريد إنشاء لغة مساعدة دولية سهلة التعلم ليتمكن الناس من التواصل بين المجتمعات اللغوية المختلفة. كان مستوحى من الشخصيات الصينية، التي أصبح مألوفًا بها في شنغهاي.
تم شرح نظام بليس الخاص في عمله الأتي Semantography)(1949،  2nd ed. 1965،  3rd ed. 1978.) ولها عدة أسماء:
نظرًا لارتفاع أعداد السياح بشكل كبير جداً في الستينيات، كان عدداً من الباحثين يبحثون عن رموز موحدة جديدة لاستخدامها في الطرق والمحطات والمطارات، إلخ. ثم تبنى Bliss اسم Blissymbolics حتى لا يتمكن أي باحث من سرقة نظام الرموز الخاص به.
في الستينيات والسبعينيات من القرن الماضي، أصبحت رموز بليس وسيلة شائعة مستخدمة لتعليم الأشخاص ذوي الإعاقة التواصل. في عام 1971، بدأت شيرلي ماكنوتون برنامجًا رائدًا في مركز الأطفال المعوقين في أونتاريو (OCCC)، والذي كان يستهدف الأطفال المصابين بالشلل الدماغي، الذي يتبع نهج برنامج التواصل المعزز والبديل (AAC). وفقًا لـ Arika Okrent ، اشتكى بليس من الطريقة استخدام المدرسون في OCCC الرموز عدة مرا، وخاصة في ما يتعلق بنسب الرموز والأسئلة الأخرى: على سبيل المثال، استخدموا مصطلحات "fancy" مثل "الأسماء" و "الأفعال" "، لوصف ما أسماه بليس" الأشياء "و" الأحداث ". (2009، ص. 173-4). كان الهدف المطلق من برنامج OCCC هو استخدام Blissymbols كوسيلة عملية لتعليم الأطفال كيفية التعبير عن أنفسهم بلغتهم الأم، حيث قدمت Blissymbols (رموز بليس) مفاتيح بصرية لفهم معنى الكلمات الإنجليزية، وخاصة الكلمات المجردة مثل كلمة (love), (hate).
في عمله Semantography لم يقدم Bliss مجموعة منهجية وشاملة من التعريفات لرموزه (كان هناك فقط فهرس مفردات مؤقت بدلاً من ذلك  (1965، ص. 827–67))، لذلك قد يفسر فريق ماكنوتون غالبًا رمزًا معينًا بطريقة قد تكون غير متوافقة تماما مع ما يقصده بليس لذا ينتقدها بليس في وقت لاحق على أنها «سوء تفسير». على سبيل المثال، قد يفسرون الطماطم على أنها نوع من الخضار - وفقًا للتعريف الإنجليزي للطماطم - على الرغم من أن Blissymbol المثالي للخضروات قد حصره Bliss في تعريف وهو مجرد زراعة الخضروات تحت الأرض. في نهاية المطاف، قام موظفو OCCC بتعديل ومعادلة نظام Bliss لجعله بمثابة جسر للغة الإنجليزية. (2009، ص. 189) اشتكى بليس من «إساءة المعاملة» لرموزه من قبل مركز تنسيق مكافحة الفساد، لدرجة أن مدير المركز أخبر بليس، في زيارته عام 1974، بأن لا يعود أبدًا إلى المركز مرة أخرى. بالرغم من ذلك، في عام 1975، منح Bliss ترخيصًا عالميًا خاصاً، لاستخدام الرموز مع الأطفال المعوقين، لمؤسسة Blissymbolics Communication Foundation الجديدة التي تديرها شيرلي ماكنوتون (التي سميت فيما بعد Blissymbolics Communication International، BCI). ومع ذلك، في عام 1977 ادعى بليس أن هذه الاتفاقية قد تم انتهاكها بحيث من خلال حرمانه من السيطرة الفعلية على نظام الرموز الخاص به.
وفقًا لأوكرينت (2009، ص. 190)، كانت هناك فترة أخيرة من النزاع، حيث كان بليس يوجه انتقادات مستمرة إلى ماكنتون وعادةً ما يتبعها اعتذارات. أعاد بليس في النهاية محاميه إلى مركز تنسيق مكافحة الفساد OCCC، وتوصل كلا الجزأين إلى اتفاق أو تسوية:
تطالب Blissymbolic Communication International الآن بترخيص حصري وخاص من Bliss ، لاستخدام ونشر رموزه من أجل الأشخاص الذين يعانون من مشكلات في التواصل واللغة وصعوبات التعلم.
استخدمت رموز بليس في كندا والسويد وبعض البلدان الأخرى. يؤكد ممارسو رموز بليس (أي معالجو ومستخدمي النطق واللغة) أن بعض المستخدمين الذين تعلموا التواصل من خلال رموز بليس يجدون أنه من الأسهل تعلم القراءة والكتابة في قواعد الإملاء التقليدية باللغة المحكية (المحلية) مقارنة بالمستخدمين الذين لم يعرفوا أو مارسوا Blissymbolics.

## سؤال الخطاب
على عكس اللغات المركبة التي تشبه رموز بليس مثل aUI، تم تصور Blissymbolics على أنها لغة بصرية بحتة وخالية من الكلام، على أساس أن «التواصل اللغوي يتم حمله بشكل أساسي من خلال القراءة والكتابة». ومع ذلك، اقترح بليس أنه يمكن اعتماد مجموعة من الكلمات الدولية، بحيث «يمكن إنشاء نوع من اللغة المنطوقة - كمساعدة متنقلة فقط». (1965, p. 89-90).
أن تكون رموز بليس Blissymbolics رموز غير منطوقة هو سؤال مثير للجدل، مهما كانت فائدته العملية. ناقش بعض اللغويين، مثل John DeFrancis  وJ.Marshall Unger  ، بأن أنظمة الكتابة الأيديوجرافية الأصلية التي تحمل نفس القدرات مثل اللغات الطبيعية غير موجودة فيها.

## علم الدلالة
كان قلق بليس حيال دلالات الألفاظ (Semantics) مرجعًا مبكرًا في جون لوك،  حيث منعت مقالته حول الفهم الإنساني الناس من تلك «الأشكال الغامضة وغير المهمة من الكلام» التي قد تعطي انطباعًا بأنها تعلم صعب جدا.
هنالك مرجع قوي آخر هو مشروع Leibniz للغة إيديوغرامية تسمى «الطابع العالمي»، كانت بناءً على مبادئ الأحرف الصينية. تحتوي على أشكال صغيرة تتمثل ب «الأشياء المرئية بخطوطها، وغير المرئي، من خلال المرئي الذي يرافقها»، وبالإضافة إلى«علامات إضافية معينة، مناسبة لفهم الانثناءات والجسيمات». :569قال Bliss أن عمله كان محاولة لتناول موضوع مشروع Leibniz.
أخيرًا، هناك تأثير فعال في العمل الأتي يسمى the Meaning of -Meaning-«معنى المعنى» (1923) لـ CK Ogden وIA Richards ،  والذي كان يعتبر عملاً يستند اليه في علم الدلالات. وجد Bliss «مثلث المرجع» مفيدًا على نحوٍ خاص: الشيء المادي أو «المرجع» الذي ندركه سيتم تمثيله في الجزء الأيمن من الدماغ؛ المعنى الذي نعرفه من خلال التجربة (تعريفنا الضمني للشيء)، في قمة الرأس؛ والكلمة الملموسة أو المحسوسة التي نتحدث بها أو التي نرمز اليها محفوظة في الجزء الأيسر من الدماغ. تحدث العملية بالعكس عندما نقرأ الكلمات أو نستمع إليها: من الكلمات، نتذكر المعاني، المتعلقة بالإحالات التي قد تكون أشياء حقيقية أو «خيالات» غير حقيقية. كان بليس مهتمًا بشكل خاص بالدعاية السياسية، التي تميل خطاباتها إلى احتواء كلمات تتوافق مع مراجع غير واقعية أو غامضة.[بحاجة لمصدر]

## القواعد
تعتمد القواعد الخاصة برموز بليس على تفسير معين للطبيعة، ويتم تقسيمها إلى مواد (أشياء مادية)، وطاقة (أحداث)، وقيم بشرية (تقييمات عقلية). في اللغة العادية (المحكية)، ستمنح هذه الأسماء والأفعال والصفات تقديرا. في Blissymbols ، يتم تمييزها على التوالي برمز مربع صغير، ورمز مخروط صغير، و V صغير أو مخروط مقلوب. يمكن وضع هذه الرموز فوق أي رمز آخر، وتحويله على التوالي إلى «شيء» و «حدث أو فعل» و «تقييم»:
يمكن تصنيف المظاهر الرئيسية لعالمنا إلى مادة وطاقة و... قوة عقل. ترمز المادة إلى مربع للإشارة إلى أن بنية المادة ليست فوضوية... يشير رمز الطاقة إلى... الفعل البدائي [في العمر الأول] لكوكبنا، رمي مخاريط البركان... رمز التقييم البشري... يشير إلى وجود مخروط يقف على وجهة نظره، الموضع الذي يطلق عليه في الفيزياء لقب [من المحتمل أن يسقط، غير مستقر].... تشير جميع الكلمات المتعلقة بالأشياء والأفعال إلى شيء حقيقي موجود خارج دماغنا. لكن التقييمات البشرية... تعتمد على عقل كل فرد. (1965، الصفحات 42-43)
عندما لا يشير الرمز إلى أي من الرموز القواعد الثلاثة (مربع، مخروط، مخروط مقلوب)، فقد يشير إلى شيء غير مادي أو ملموس، جسيم نحوي، إلخ.

## أمثلة
يمثل الرمز في الأعلى تعبير "world language"، والذي كان أول اسم أولي لـ Blissymbols. فهو يجمع بين رمز «أداة الكتابة» أو «القلم» (خط مائل، كقلم مستخدم) مع الذي يرمز ل «العالم»، والذي بدوره يجمع بين «الأساس» أو «الأرض» (خط أفقي أدناه) ويشتق نظيره «السماء» (خط أفقي أعلاه). وبهذه الطريقة يتم النظر إلى العالم على أنه الجزء «ما بين الأرض والسماء»، و «رموز بليس» على أنها «أداة كتابة تستخدم للتعبير عن العالم». يختلف هذا بوضوح عن رمز «اللغة»، وهو مزيج من استخدام كل من «الفم» و «الأذن». ونتيجة لذلك، فإن اللغات الطبيعية شفهية بشكل أساسي، في حين أن Blissymbols هي مجرد نظام كتابة يتعامل بشكل رئيسي مع الدلالات، وليس الصوتيات.
الرموز الفردية ال 900 للنظام تسمى «أحرف بليس». قد تكون هذه «إيديوغرامية» - تمثل مفاهيم بحتة مجردة، «تصويرية» - تمثيل مباشر للأشياء، أو «مركبة» - حيث تتم من خلال تشكيل حرفين أو أكثر من Bliss characters الحالية لتمثيل معنى جديد. يؤثر الحجم والاتجاه والعلاقة بـ «خط الأفق» و «خط الأرض» على معنى كل رمز. مفهوم واحد يسمى "Bliss-word"، والتي تتكون من واحد أو أكثر من أحرف Bliss. في حالة تعدد الأحرف لBliss-word ، يُطلق على الجزء الرئيسي «المصنف» "classifier" الذي «يشير إلى الفئة الدلالية أو النحوية التي تنتمي إليها Bliss-word». لهذا يمكن إضافة أحرف بليس كبادئات أو لاحقات تسمى "modifiers" التي يمكن ان تعدل معنى الرمز الأول. يمكن إضافة رمز آخر يسمى "indicator" أو مؤشر إلى جانب كلمة بليس؛ يتم استخدام هذه «كعلامات نحوية -grammatical- و / أو دلالية -semantics-.» 
</img></br> هذه الجملة تعادل «أريد أن أذهب إلى السينما». يبين هذا المثال الكثير من ميزات Blissymbolics:
- يتألف الضمير "I" من حرف Bliss لـ "person" والرقم 1 (الشخص الأول). استخدام الرقم 2 للإشارة إلى رمز المفرد «أنت»؛ إضافة مؤشر الجمع (صليب صغير في الأعلى) ينتج عنه الضمائر «نحن» والجمع «أنت».
- كلمة بليس التي تعني «تريد» تحتوي على القلب الذي يرمز إلى «الشعور» (المصنف)، بالإضافة إلى الخط السربنتين الذي يرمز إلى «النار» (المعدل)، ومؤشر الفعل (يسمى «الإجراء») في الأعلى.
- تتكون كلمة Bliss لـ "to go" من محرف Bliss لـ "leg" ومؤشر الفعل.
- تتكون كلمة Bliss لكلمة "Cinema" من حرف Bliss لكلمة "house" (المصنف) و "film" (المُعدِّل)؛ «الفيلم» هو شخصية مركبة مكونة من «الكاميرا» والسهم يشير إلى الحركة.

## نحو توحيد النصوص على الصعيد الدولي
استخدمت رموز بليس في عام 1971 لمساعدة الأطفال المقيمين في مركز أونتاريو للأطفال المعوقين (OCCC ، والتي تسمى الآن مستشفى هولاند بلورفيو لإعادة تأهيل الأطفال) في تورنتو، أونتاريو، كندا. وذلك بسبب بالغ الأهمية وهو ضرورة رؤية الأطفال صورًا متسقة، فقد كان لدى OCCC رسام اسمه Jim Grice يرسم الرموز. عمل كل من Charles K. Bliss و Margrit Beesley في OCCC مع Grice لضمان هذا الاتساق. قادت منظمة جديدة في عام 1975 تسمى مؤسسة Blissymbolics Communication Foundation بقيادة شيرلي ماكنوتون هذا العمل. بعد عدة سنوات، قامت المنظمة بتغيير اسمها إلى Blissymbolics Communication Institute و Easter Seal Communication Institute ، وفي النهاية إلى Blissymbolics Communication International (BCI).
BCI هي مجموعة عالمية تضم الأشخاص الذين يعملون كجهة مسؤولة فيما يتعلق بتوحيد لغة Blissymbolics. لقد تحملوا مسؤولية أي امتدادات للغة Blissymbolics بالإضافة إلى أي تعديل مطلوب للغة. قامت BCI بتنسيق استخدام اللغة منذ عام 1971 لتعزيز التواصل والتبادل. حصلت BCI على ترخيص وحقوق النشر والتوزيع من خلال اتفاقيات قانونية مع Charles K. Bliss في عامي 1975 و 1982. يعد تحديد عدد أحرف Bliss (يوجد حاليًا حوالي 900) مفيدًا جدًا لغاية مساعدة المجتمعات الذين يستخدمونها. كما أنه يساعد عند تنفيذ Blissymbolics باستخدام تقنية مثل أجهزة الكمبيوتر.
نشرت BCI دليلًا مرجعيًا في عام 1991  يحتوي على 2300 من المفردات والقواعد مفصلة لإستخدامها في التصميم الجرافيكي للأحرف الإضافية، لذلك قاموا بتسوية أول مجموعة من كلمات Bliss المعتمدة لغايات الاستخدام العام. عمل مجلس المعايير الكندي بعد ذلك، في 21 يناير من عام 1993 على تبني أو رعاية تسجيل مجموعة من الأحرف المشفرة للاستخدام في ISO / IEC 2022، في السجل الدولي ISO-IR لمجموعات الأحرف المشفرة. بعد مرور عدة سنوات من المطالبات، تمت الموافقة رسمياً وأخيرًا على لغة Blissymbolic كلغة مشفرة، مع رمزzbl ، في معايير ISO 639-2 وISO 639-3 .
نُشر اقتراح بواسطة Michael Everson بشأن نص Blissymbolics ليتم اعتماده في مجموعة الأحرف العالمية (UCS) وترميزه ليتوافق مع معايير ISO / IEC 10646 وUnicode. ستتعاون BCI مع اللجنة الفنية Unicode (UTC) ومجموعة عمل ISO. لا يعتبر الترميز المقترح نموذج الترميز المعجمي المستخدم في مجموعة الأحرف المسجلة ISO-IR / 169 السارية الآن، ويطبق بدلاً من ذلك نموذج الحروف الرسومية Unicode و ISO على نموذج حرف Bliss القائم بالفعل من قبل BCI ، لأن هذا كافياً بشكل كبير لتقليل من شأن عدد الأحرف المطلوبة.[بحاجة لمصدر] يمكن في الوقت الحاضر استخدام أحرف بليس بطريقة مرنة وإبداعية لإنشاء عدداً كبيراً من المصطلحات العشوائية الجديدة، من خلال إحاطة الكلمات التي تم انشاءها حديثا بمؤشرات بليس الخاصة (على عكس علامات الترقيم)[بحاجة لمصدر] ، وهو شيء لم يكن ممكنًا في بادئ الأمر في ترميز ISO-IR / 169.
ومع ذلك، لم يتم تشفير نص Blissymbolic في UCS في نهاية عام 2009 . لا تزال هنالك أسئلة عالقة لا يوجد لها ايجابات للآن، مثل التضمين في مرجع BCI لبعض الأحرف (حاليًا حوالي 24) التي تم تشفيرها بالفعل في UCS (مثل الأرقام وعلامات الترقيم والمسافات وبعض العلامات)، ولكن توحيدها قد يسبب العديد من المشاكل بسبب التخطيطات الرسومية الصارمة جدا التي تفرضها أدلة مراجع Bliss المنشورة[بحاجة لمصدر] . بالإضافة إلى ذلك، تستخدم مقاييس الحروف تخطيطًا محددًا حيث لا يتم استخدام خط الأساس المعتاد فيه، ولا يكون المربع em الأيديوغرافي مناسبًا إلى حد ما التصميمات المستخدمة في أحرف Bliss ، التي تستخدم «خط أرضي» و «خط سماء» إضافيين لتحديد مربع الكتابة. بعض الخطوط التي تدعم ذخيرة BCI متوفرة وقابلة للاستخدام مع نصوص مشفرة بتخصيصات للاستخدام الخاص (PUA) داخل UCS. لكن فقط تشفير BCI الخاص المستند إلى تسجيل ISO-IR / 169 متاح لتبادل النص.

## روابط خارجية
- الموقع الرسمي

  - Blissymbol Communication المملكة المتحدة
- مقدمة إلى Blissymbols (ملف PDF)
- مجموعة أحرف قياسية مشفرة ثنائية البايت لـ Blissymbols نسخة محفوظة 25 نوفمبر 2020 على موقع واي باك مشين. ، من السجل الدولي ISO-IR لمجموعات الأحرف، رقم التسجيل 169 (1993-01-21).
- اقترح مايكل إيفرسون أول ترميز إلى Unicode و ISO / IEC 10646 لأحرف Blissymbolics نسخة محفوظة 9 مارس 2021 على موقع واي باك مشين. ، بناءً على تحلل ذخيرة ISO-IR / 169.
- برنامج Radiolab حول Charles Bliss - بث ديسمبر 2012 - يبدأ العنصر حول Charles Bliss بعد 5 دقائق ويبلغ طوله حوالي 30 دقيقة.